# Мета сталого розвитку 15

Індекс зеленого покриву гір вимірює відсоток гірських територій, покритих певною формою зеленої рослинності.

Мета сталого розвитку 15 (МСР 15 або англ. SDG 15) стосується «Життя на землі». Один із 17 пунктів Напрямків сталого розвитку, встановлених Організацією Об'єднаних Націй
2015 року, докладно звучить так: «Захищати, відновлювати та сприяти сталому використанню наземних екосистем, вправно керувати лісами, боротися з опустелюванням, а також зупиняти деградацію та відновлювати занапащені землі і зупиняти втрати біорізноманіття». Мета SDG 15, має досягти 12 цілей до 2030 року. Поступ у досягненні цілей, буде оцінюватися за допомогою 14 показників.
Дев'ять «завдань МСР 15» передбачають: збереження та відновлення наземних і прісноводних екосистем; припинення знеліснення та відновлення занапащених лісів; припинення опустелювання та відновлення деградованих земель; забезпечення збереження гірських екосистем, захист біорізноманіття та природних середовищ існування; захист доступу до генетичних ресурсів та справедливий розподіл вигод; усунення браконьєрства та торгівлі охоронюваними видами; запобігання інвазійним чужорідним видам на суші та у водних екосистемах; залучення питань екосистем та біорізноманіття до державного планування. Три «засоби досягнення МСР 15» охоплюють: Збільшення фінансових ресурсів для збереження та сталого використання екосистем і біорізноманіття; фінансування та заохочення сталого керування лісами; боротьба з всеосяжним браконьєрством та торгівлею людьми.
Життя людей залежить від земель та океанів. Ця мета спрямована на забезпечення стійких засобів до існування, якими будуть користуватися наступні покоління. Харчування людини на 80 % залежить від життя рослин, що робить сільське господарство дуже важливим економічним ресурсом. Ліси посідають 30 відсотків поверхні Землі, забезпечують життєво-важливе середовище існування для мільйонів видів, а також значні джерела чистого повітря та води, й мають вирішальне значення для боротьби зі зміною клімату.
Генеральним секретарем Організації Об'єднаних Націй, готується Щорічний звіт, що оцінює поступ у досягненні Мети сталого розвитку 15. У звіті за 2020 рік зазначено, що  залишається загроза ключовому біорізноманіттю та вимиранню видам, а лісові масиви продовжують зменшуватися.

## Довідка
Мета сталого розвитку ― це сукупність 17 всеохопних напрямків розвитку, поставлених ООН. Загалом завдання взаємопов'язані, хоча кожне має свої показники, яких потрібно досягти. МСР 15 охоплює широкий набір питань соціального та економічного розвитку.
МСР 15 формулює завдання щодо збереження біорізноманіття лісових, пустельних та гірських екосистем у відсотках від загальної маси суші. «Світу без погіршення земель» можна досягти, відновивши занапащені ліси та землю, втрачену внаслідок посухи та повені. Мета 15, закликає приділяти більше уваги запобіганню інвазії інтродукованих видів та більшій охороні зникомих видів. Ліси відіграють помітну роль в успіху повістки дня на час до 2030 року, особливо з точки зору екосистемних послуг, засобів до існування та зеленої економіки; але для цього будуть потрібні чіткі пріоритети для вирішення ключових компромісів та посилення синергії з іншими цілями.
Станом на 2020-і роки, близько 1,6 мільярда людей залежать від лісів, щодо засобів для існування; 2,6 мільярда осіб безпосередньо залежать від сільського господарства, 80 % лісів є домом для більш ніж 80 відсотків усіх видів тварин, рослин та комах.
Близько 31 % поверхні землі покрито лісами. Світ вже втратив майже 100 мільйонів Га своїх лісів. Вимирання видів загрожує сталому розвитку та ставить під загрозу світову спадщину. Насамперед, це відбувається через втрату середовища існування внаслідок нестійкого сільського господарства, збирання врожаю та торгівлі, вирубування лісів та поширення інвазивних чужорідних видів.
Зусилля, які могли-б допомогти змінити ці наслідки, стосуються: сталого керування лісами; збільшення охоплення охоронюваних територій у наземних, прісноводних і гірських районах; та поступ у впровадженні програм, законодавства й способів обліку для захисту біорізноманіття та екосистем.